# Юніонвілл (округ Батлер, Пенсільванія)
Юніонвілл (англ. Unionville) — переписна місцевість (CDP) в США, в окрузі Батлер штату Пенсільванія. Населення — 849 осіб (2020).

## Географія
Юніонвілл розташований за координатами 40°56′32″ пн. ш. 79°57′41″ зх. д. / 40.94222° пн. ш. 79.96139° зх. д. (40.942277, -79.961282).  За даними Бюро перепису населення США в 2010 році переписна місцевість мала площу 6,65 км², уся площа — суходіл.

## Демографія
Згідно з переписом 2010 року, у переписній місцевості мешкали 962 особи в 441 домогосподарстві у складі 265 родин. Густота населення становила 145 осіб/км².  Було 483 помешкання (73/км²).
Расовий склад населення:
| - 98,4 % — білих - 0,3 % — чорних або афроамериканців - 0,3 % — азіатів |

До двох чи більше рас належало 0,9 %. Частка іспаномовних становила 0,2 % від усіх жителів.
За віковим діапазоном населення розподілялося таким чином: 18,5 % — особи молодші 18 років, 61,6 % — особи у віці 18—64 років, 19,9 % — особи у віці 65 років та старші. Медіана віку мешканця становила 44,7 року. На 100 осіб жіночої статі у переписній місцевості припадало 105,1 чоловіків;  на 100 жінок у віці від 18 років та старших — 97,0 чоловіків також старших 18 років.
Середній дохід на одне домашнє господарство  становив 46 055 доларів США (медіана — 40 368), а середній дохід на одну сім'ю — 56 329 доларів (медіана — 58 750). Медіана доходів становила 31 550 доларів для чоловіків та 23 900 доларів для жінок. За межею бідності перебувало 14,8 % осіб, у тому числі 26,1 % дітей у віці до 18 років та 15,1 % осіб у віці 65 років та старших.
Цивільне працевлаштоване населення становило 620 осіб. Основні галузі зайнятості: освіта, охорона здоров'я та соціальна допомога — 24,8 %, роздрібна торгівля — 19,7 %, виробництво — 15,8 %.